# Susan Pascal
Susan Pascal (* um 1965) ist eine US-amerikanische Jazzmusikerin (Vibraphon), die vorwiegend in der Musikszene Seattles aktiv ist.

## Leben und Wirken
Pascal arbeitete ab den 1990er-Jahren in der Jazzszene des amerikanischen Nordwestens u. a. mit Daniel Barry, mit dem 1997 erste Aufnahmen entstanden (Red Fish Blue Fish), des Weiteren mit Edmonia Jarrett, Greta Matassa (All This and Heaven Too, Live at Bake’s Place, 2001), dem Seattle Womens Jazz Orchestra (Dreamcatcher, 2003), Orville Johnson sowie mit dem Vern Sielert Dektet und Jim Cutler Jazz Orchestra. Ferner wirkte sie an mehreren Film-Soundtracks mit und spielte mit dem Seattle Repertory Jazz Orchestra, dem Seattle Baroque Orchestra und Gypsy-Jazz-Band Pearl Django. Im Bereich des Jazz war sie zwischen 1997 und 2014 an elf Aufnahmesessions beteiligt. Als Sessionmusikerin arbeitete sie auch mit Sängern wie Lesley Rankine und Lincoln Barr (Trembling Frames, 2017). Pascal trat im Raum Seattle mit einem eigenen Quartett auf, bestehend aus Chuck Deardorf (Bass), Mark Ivester (Schlagzeug) und Dave Peter (Gitarre). Gegenwärtig hat sie eine weitere Formation mit Bill Anschell (Piano) und Matt Jorgensen (Schlagzeug).